# Palais royal de Vila Viçosa

Le palais royal de Vila Viçosa ou palais ducal de Vila Viçosa est un ancien palais de la maison de Bragance situé dans la ville portugaise de Vila Viçosa. Construit à partir du XVe siècle, il fut l'une des résidences de la famille royale de Portugal avant la proclamation de la république en 1910.
Dans les salons de Goliath et de la Méduse se trouvent des panneaux d'azulejos peints à Talavera de la Reina par Hernando de Loaysa en 1602.